# فیلیبرت دولورم
فیلیبرت دولورم (فرانسوی: Philibert de l'Orme‎; ۱ ژانویهٔ ۱۵۱۴ – ۸ ژانویهٔ ۱۵۷۰) معمار و نویسندهٔ اهل پادشاهی فرانسه بود. او را یکی از استادان بزرگ رنسانس فرانسه می‌دانند.
او در لیون متولد شد و در کودکی برای تحصیل به ایتالیا رفت. در سال ۱۵۴۰ به پاریس رفت و معمار ویژه پادشاه فرانسه فرانسوای اول شد. از آثار معروف او می‌توان به باغ تویلری، شاتو دانه، و شاتوی سلطنتی بلوآ اشاره کرد. او در پاریس درگذشت.
بسیاری از کارهای او از بین رفته‌اند اما شهرت او همچنان باقی است. دولورم یک انسان‌گرا بود و به مطالعهٔ آثار باستانی همت می‌ورزید.